# Hualgagayan
Hualgagayan es una localidad peruana ubicada en el distrito de Canta, perteneciente a la provincia homónima del departamento de Lima, al centro oeste del Perú. 

## Ubicación
Hualgagayan se ubica al noreste de la provincia de Canta, en el distrito de Canta, en el departamento de Lima.

## Demografía
En 2017 Hualgagayan tenía una población de 2 habitantes y 1 vivienda.
| Gráfica de evolución demográfica de Hualgagayan entre 1993 y 2017 |
|                                                                   |
| Fuentes: Población 1993 (Hualgayan) y 2017                        |